# Бусиа, Кофи Абрефа
Кофи Абрефа Бусиа (11 июля 1913 — 28 августа 1978, Оксфорд, Великобритания) — государственный и политический деятель Ганы, второй премьер-министр Ганы (с 1969 до 1972). Историк. Доктор философии.

## Биография
Родился в Венчи британской колонии Золотой берег в семье короля народа ашанти.
Учился в методистской школе родного города, затем в Кейп-Косте, в 1931—1932 — в колледже в Кумаси. Позже, учительствовал.
С 1942 по 1949 год был окружным комиссаром.
В Лондонском университете получил научную степень в области средневековой и современной истории. После этого обучался в Оксфорде, где стал первым африканским студентом. Там же получил степень бакалавра философии, политологии и экономики (1941), а в 1947 получил степень доктора философии, защитив работу по социальной антропологии.
По возвращении на родину стал первым африканцем, который возглавил Университетский колледж Золотого Берега (ныне Университет Ганы). В 1951 был избран в Законодательное собрание. С 1952 — лидер Партии конгресса Ганы.
Как лидер оппозиции к президенту Кваме Нкруме был вынужден покинуть страну из-за угрозы своей жизни.
В 1959 году стал профессором социологии и африканской культуры Лейденского университета (Нидерланды).
Вернулся в Гану в марте 1966 после свержения военными режима К. Нкрумы. В 1967—1968 годах возглавлял Центр народного образования страны. Также был членом Конституционного комитета. После снятия запрета на деятельность политических партий, К. Бусиа с единомышленниками создал Прогрессивную партию Ганы и возглавил её.
На парламентских выборах 1969 года партия одержала победу, получив 104 из 105 мест. Это открыло путь К. Бусиа к посту премьер-министра страны.
Новый глава правительства выступил за либерализацию экономической системы страны. Также он провёл массовую депортацию нигерийцев из Ганы. В 1969 году по программе «Соблюдения порядка для иностранных граждан», которую он разработал, из Ганы в течение трёх месяцев было депортировано 3 млн. человек, они составляли 20 % населения Ганы в то время.
13 января 1972 года, когда К. Бусиа находился в Великобритании на медицинском обследовании, военные во главе с полковником Игнатиусом Куту Ачампонгом совершили переворот.
После переворота остался в изгнании в Лондоне.
К. Бусиа умер в августе 1978 года от сердечного приступа.

## Избранные публикации
- The Position of the Chief in the Modern Political System of Ashanti. London, 1951 (Orig. Dissertation Oxford)
- The Sociology and Culture of Africa. Leiden, 1960
- The Challenge of Africa. New York, 1962
- Purposeful Education for Africa. The Hague, 1964
- Urban Churches in Britain. London, 1966
- Africa in Search of Democracy. London, 1967